# Sam Troughton
Sam John Troughton (* 21. März 1977 in Hampstead, London) ist ein britischer Schauspieler.

## Leben
Sam Troughton stammt aus einer britischen Schauspielerfamilie. Seine Eltern David Troughton und Alison Groves sowie sein jüngerer Bruder William Troughton und sein Cousin Harry Melling sind ebenfalls schauspielerisch tätig. Sein Großvater väterlicherseits Patrick Troughton war in den 1960er Jahren als Darsteller des Doctor Who bekannt. Sein zweiter Bruder Jim Troughton wurde Cricket-Spieler und -Trainer.
Er begann seine Karriere Ende der 1990er Jahre am Theater. Er trat in zahlreichen Inszenierungen der Royal Shakespeare Company auf, unter anderem in The Taming of the Shrew, Henry VI, Richard III, As You Like It, The Winters Tale, Julius Caesar oder Romeo and Juliet. Troughton ist Associate artist der Royal Shakespeare Company. Daneben trat er am Royal National Theatre, am Young Vic, am Liverpool Playhouse und am Swan Theatre in Stratford-upon-Avon auf.
Neben seiner Theaterarbeit war er auch in zahlreichen Film- und Fernsehproduktionen zu sehen. In Paul W. S. Andersons Science-Fiction-Film Alien vs. Predator übernahm er 2004 die Rolle des Archäologen Thomas Parks. Im gleichen Jahr besetzte ihn Mike Leigh in einer kleineren Rolle in seinem Drama Vera Drake. Von 2006 bis 2009 spielte Troughton in der Abenteuerserie Robin Hood die Rolle des Much.
In David Bruckners Horrorfilm The Ritual übernahm er 2017 neben Rafe Spall, Rob James-Collier und Arsher Ali eine der Hauptrollen. 2018 folgte eine weitere Zusammenarbeit mit Mike Leigh für das Historiendrama Peterloo. In der HBO-Miniserie Chernobyl war Troughton 2019 als Nukleartechniker Alexander Akimow zu sehen. In David Finchers Filmbiografie Mank verkörperte Troughton den Filmschaffenden John Houseman.
Troughton lebt mit seiner Lebensgefährtin und dem gemeinsamen Sohn in Stratford-upon-Avon.

## Filmografie
- 2000: Sommer in der Vorstadt (Fernsehfilm)
- 2002: Ultimate Force (Fernsehserie, 1 Episode)
- 2002: Foyle’s War (Fernsehserie, 1 Episode)
- 2003: Sylvia
- 2003: Judge John Deed (Fernsehserie, 1 Episode)
- 2004: Maria Stuart – Blut, Terror und Verrat (Gunpowder, Treason & Plot, Fernsehfilm)
- 2004: Alien vs. Predator
- 2004: Messiah: The Promise (Miniserie, 2 Episoden)
- 2004: Vera Drake
- 2005: Spirit Trap – Die Geisterfalle (Spirit Trap)
- 2005: Hex (Fernsehserie, 6 Episoden)
- 2006–2009: Robin Hood (Fernsehserie, 38 Episoden)
- 2012: Silent Witness (Fernsehserie, 2 Episoden)
- 2012: Holby City (Fernsehserie, 1 Episode)
- 2012: The Town (Miniserie, 3 Episoden)
- 2013: Dancing on the Edge (Miniserie, 2 Episoden)
- 2015: The Process
- 2016: The Hollow Crown (Fernsehserie, 2 Episoden)
- 2016: Casualty (Fernsehserie, 1 Episode)
- 2017: Inspector Barnaby (Midsomer Murders) Fernsehserie, Staffel 19, Folge 2: Mord in bester Absicht (Crime And Punishment)
- 2017: The Ritual
- 2017: Nightmare – Schlaf nicht ein! (Slumber)
- 2018: Vera – Ein ganz spezieller Fall (Vera, Fernsehserie, 1 Episode)
- 2018: Peterloo
- 2018: Die Libelle (The Little Drummer Girl, Miniserie, 2 Episoden)
- 2019: Chernobyl (Miniserie, 4 Episoden)
- 2019–2020: Die skandalösen Affären der Christine Keeler (The Trial of Christine Keeler, Fernsehserie, 6 Episoden)
- 2020: Death in Paradise (Fernsehserie, 1 Episode)
- 2020: Mank
- 2021: Stephen (Miniserie, 3 Episoden)
- 2021: The Outlaws (Fernsehserie, 4 Episoden)
- 2021: Ragdoll (Fernsehserie, 4 Episoden)
- 2023: Napoleon